# Andre Phillips
Andre Phillips (Estados Unidos, 5 de septiembre de 1959) es un atleta estadounidense retirado, especializado en la prueba de 400 m vallas en la que llegó a ser campeón olímpico en 1988.

## Carrera deportiva
En los JJ. OO. de Seúl 1988 ganó la medalla de oro en los 400 metros vallas, con un tiempo de 47.19 segundos, superando al senegalés Amadou Dia Ba y al también estadounidense Edwin Moses.